# Paul NZA
Paul NZA (bürgerlich Paul Neumann) ist ein deutscher Musikproduzent aus Berlin.

## Werdegang
Paul NZA war hauptsächlich für die Künstler des ehemaligen Hip-Hop-Labels Aggro Berlin tätig. Seine erste veröffentlichte Produktion war 2005 auf der Single zu Sidos Mama ist stolz das Lied G Mein Weg. Anschließend produzierte er für Flers Album Neue Deutsche Welle fünf Lieder, darunter die Single NDW 2005, die auf Platz neun der deutschen Singlecharts kam. Von seinen späteren Produktionen erreichten diverse Lieder die deutschen, österreichischen und Schweizer Charts. Zwei weitere Arbeiten waren auf dem Album von Deine Lieblings Rapper.
2006 und 2007 fokussierte sich seine Arbeit auf Produktionen für Sidos Alben Ich und Eine Hand wäscht die andere. Kleinere Produktionen hatte er auf den Alben von B-Tight und Snaga & Pillath.
Mit der Produktion zweier Lieder für Sarah Connor folgten 2008 die ersten Schritte aus dem angestammten Genre heraus in die Popwelt. Bei Stefanie Heinzmanns erstem Album Masterplan war er zusammen mit Marek Pompetzki für die Produktion fast aller Stücke verantwortlich. Auf Sidos Ich und meine Maske produzierte er im gleichen Jahr 14 Songs. Auch hier arbeitete er wieder mit Pompetzki zusammen. Seit 2012 ist er Mitglied der Produzententeams FNSHRS.

## Diskografie

NDW 2005

### Autorenbeteiligungen und Produktionen

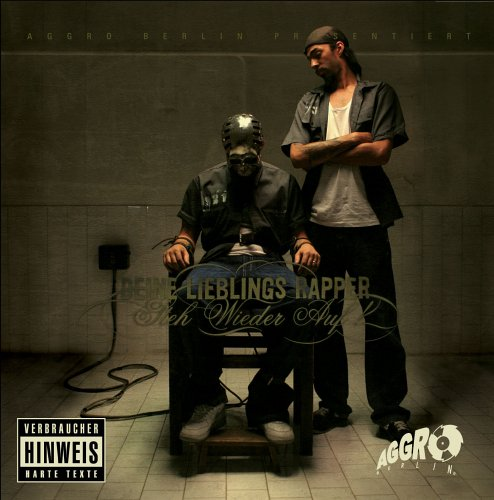
Steh wieder auf

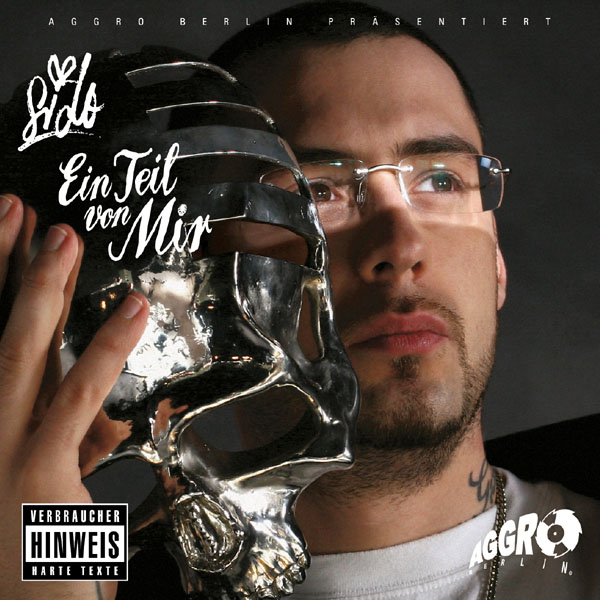
Ein Teil von mir

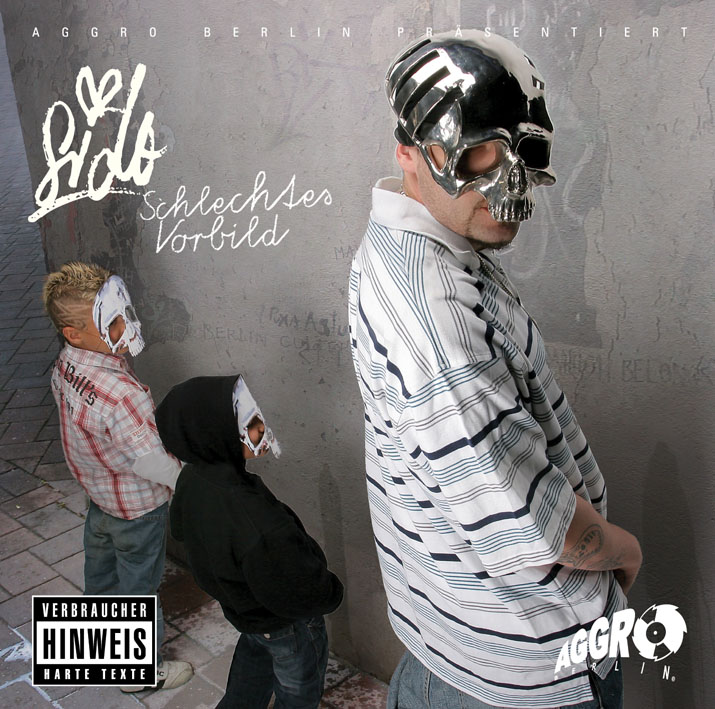
Schlechtes Vorbild

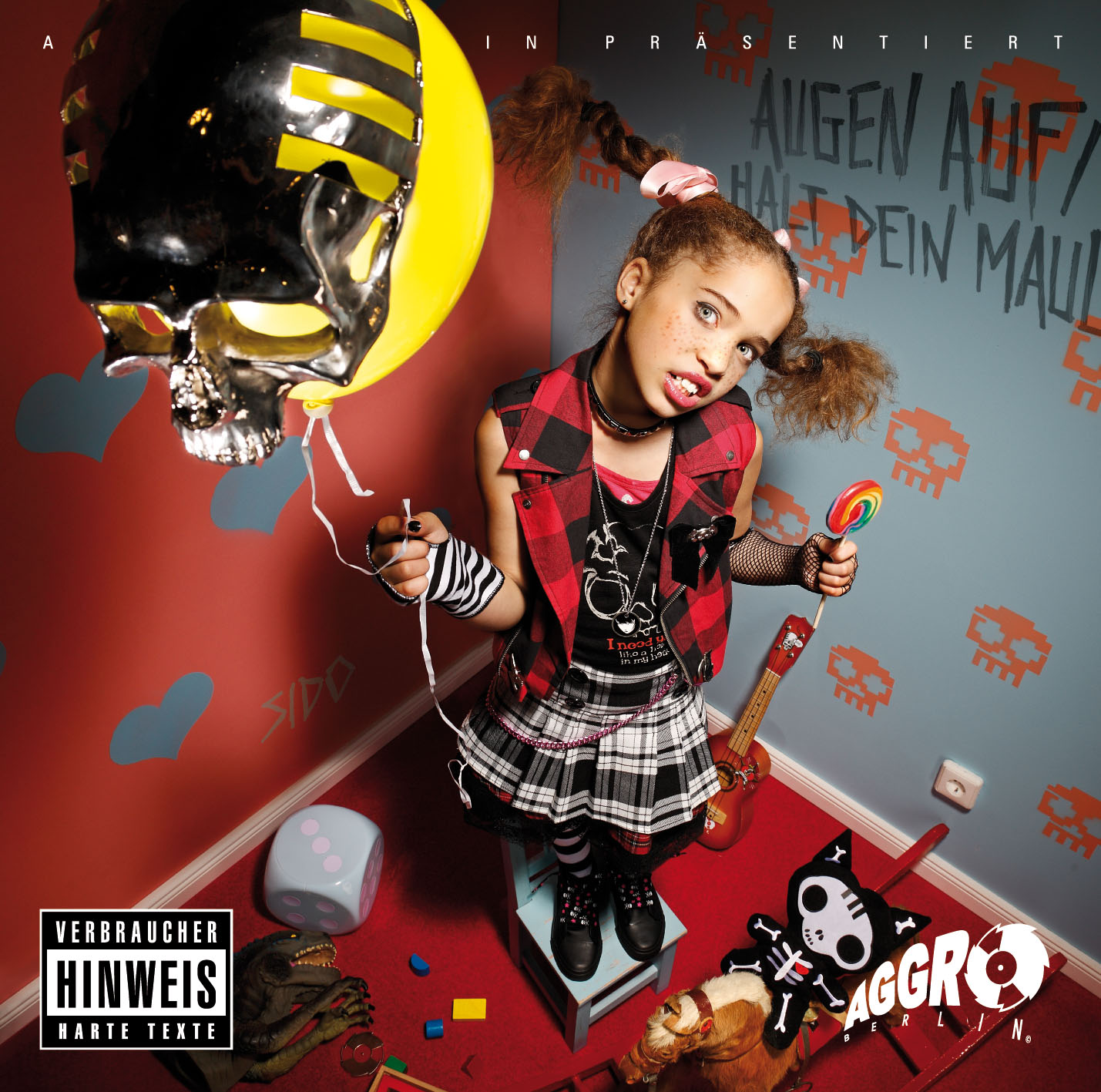
Augen auf /
Halt dein Maul

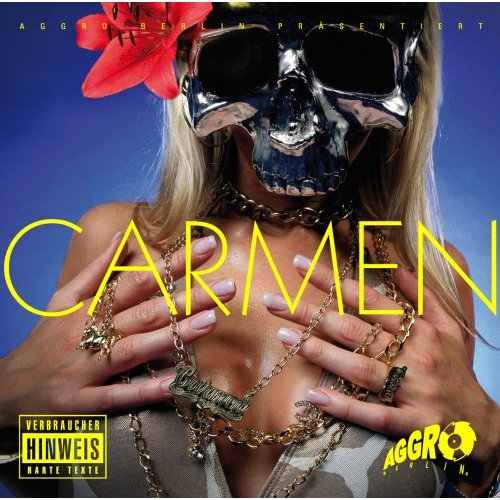
Carmen

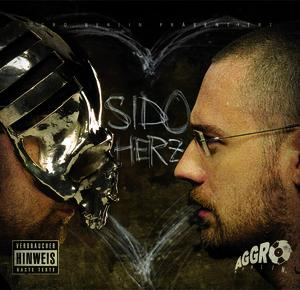
Herz

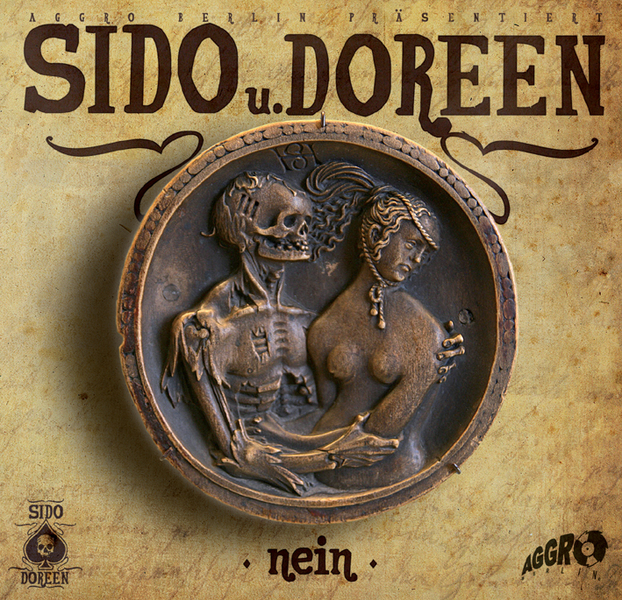
Nein

Paul NZA als Autor (A) und Produzent (P) in den Charts

| Jahr | Titel Interpretation                                                | Höchstplatzierung, Gesamtwochen, AuszeichnungChartplatzierungen (Jahr, Titel, Interpretation, Platzierungen, Wochen, Auszeichnungen, Anmerkungen) | Höchstplatzierung, Gesamtwochen, AuszeichnungChartplatzierungen (Jahr, Titel, Interpretation, Platzierungen, Wochen, Auszeichnungen, Anmerkungen) | Höchstplatzierung, Gesamtwochen, AuszeichnungChartplatzierungen (Jahr, Titel, Interpretation, Platzierungen, Wochen, Auszeichnungen, Anmerkungen) | Höchstplatzierung, Gesamtwochen, AuszeichnungChartplatzierungen (Jahr, Titel, Interpretation, Platzierungen, Wochen, Auszeichnungen, Anmerkungen) | Höchstplatzierung, Gesamtwochen, AuszeichnungChartplatzierungen (Jahr, Titel, Interpretation, Platzierungen, Wochen, Auszeichnungen, Anmerkungen) | Anmerkungen                                                  |
| Jahr | Titel Interpretation                                                | DE | AT | CH | UK | US | Anmerkungen                                                  |
| --- | ------------------------------------------------------------------- | --- | --- | --- | --- | --- | ------------------------------------------------------------ |
| 2005 | NDW 2005 A, P Fler                                                  | DE9 (17 Wo.)DE | AT19 (15 Wo.)AT | — | — | — | Erstveröffentlichung: 2. Mai 2005 Verkäufe: + 100.000        |
| 2005 | Steh wieder auf A, P Deine Lieblings Rapper                         | DE14 (10 Wo.)DE | AT28 (11 Wo.)AT | — | — | — | Erstveröffentlichung: 23. September 2005                     |
| 2007 | Ein Teil von mir A, P Sido                                          | DE14 (12 Wo.)DE | AT24 (9 Wo.)AT | CH46 (7 Wo.)CH | — | — | Erstveröffentlichung: 2. Februar 2007                        |
| 2007 | Schau hin A Muhabbet                                                | DE44 (8 Wo.)DE | — | — | — | — | Erstveröffentlichung: 11. Mai 2007                           |
| 2007 | Schlechtes Vorbild A, P Sido                                        | DE18 (11 Wo.)DE | AT18 (27 Wo.)AT | CH43 (16 Wo.)CH | — | — | Erstveröffentlichung: 1. Juni 2007                           |
| 2008 | Like a Bullet P Stefanie Heinzmann                                  | DE29 (11 Wo.)DE | AT53 (4 Wo.)AT | CH27 (25 Wo.)CH | — | — | Erstveröffentlichung: 18. April 2008                         |
| 2008 | Augen auf / Halt dein Maul A, P Sido                                | DE7 (12 Wo.)DE | AT13 (20 Wo.)AT | CH29 (20 Wo.)CH | — | — | Erstveröffentlichung: 16. Mai 2008                           |
| 2008 | Carmen A Sido                                                       | DE17 (13 Wo.)DE | AT18 (13 Wo.)AT | CH72 (4 Wo.)CH | — | — | Erstveröffentlichung: 25. Juli 2008                          |
| 2008 | Revolution P Stefanie Heinzmann                                     | DE47 (9 Wo.)DE | — | CH75 (3 Wo.)CH | — | — | Erstveröffentlichung: 1. August 2008                         |
| 2008 | Herz A Sido                                                         | DE19 (9 Wo.)DE | AT19 (18 Wo.)AT | CH39 (21 Wo.)CH | — | — | Erstveröffentlichung: 3. Oktober 2008                        |
| 2008 | The Unforgiven P Stefanie Heinzmann                                 | DE10 (17 Wo.)DE | AT30 (10 Wo.)AT | CH20 (11 Wo.)CH | — | — | Erstveröffentlichung: 31. Oktober 2008                       |
| 2009 | Beweg dein Arsch A Sido’s Hands on Scooter feat. Kitty Kat & Tony D | DE17 (10 Wo.)DE | AT34 (11 Wo.)AT | CH100 (1 Wo.)CH | — | — | Erstveröffentlichung: 23. Januar 2009                        |
| 2009 | Nein! (live) A Sido feat. Doreen                                    | DE29 (19 Wo.)DE | AT42 (15 Wo.)AT | — | — | — | Erstveröffentlichung: 30. Januar 2009                        |
| 2009 | Stadt A Cassandra Steen feat. Adel Tawil                            | DE2 Platin · (37 Wo.)DE | AT3 (31 Wo.)AT | CH31 (26 Wo.)CH | — | — | Erstveröffentlichung: 29. Mai 2009 Verkäufe: + 300.000       |
| 2009 | No One (Can Ever Change My Mind) A, P Stefanie Heinzmann            | DE36 (9 Wo.)DE | AT71 (2 Wo.)AT | CH27 (8 Wo.)CH | — | — | Erstveröffentlichung: 28. August 2009                        |
| 2009 | Monsta A Culcha Candela                                             | DE3 ×3Dreifachplatin · (59 Wo.)DE | AT3 (43 Wo.)AT | CH8 Platin · (44 Wo.)CH | — | — | Erstveröffentlichung: 9. September 2009 Verkäufe: + 930.000  |
| 2009 | Unbreakable P / Stop A, P Stefanie Heinzmann                        | DE68 (2 Wo.)DE | — | — | — | — | Erstveröffentlichung: 13. November 2009                      |
| 2010 | Eiskalt A Culcha Candela                                            | DE20 (17 Wo.)DE | AT27 (12 Wo.)AT | — | — | — | Erstveröffentlichung: 19. März 2010                          |
| 2010 | Can’t Be Tamed A Miley Cyrus                                        | DE29 (10 Wo.)DE | AT21 (8 Wo.)AT | CH53 (6 Wo.)CH | UK13 (8 Wo.)UK | US8 (10 Wo.)US | Erstveröffentlichung: 14. Mai 2010 Verkäufe: + 226.000       |
| 2010 | Roots to Grow P Stefanie Heinzmann feat. Gentleman                  | DE16 (10 Wo.)DE | AT61 (2 Wo.)AT | CH56 (6 Wo.)CH | — | — | Erstveröffentlichung: 28. Mai 2010                           |
| 2010 | I’ve Come to Life P Edita                                           | DE9 (6 Wo.)DE | AT27 (3 Wo.)AT | CH8 (4 Wo.)CH | — | — | Erstveröffentlichung: 12. November 2010                      |
| 2012 | Do You Like What You See P Ivy Quainoo                              | DE2 Gold · (15 Wo.)DE | AT8 (14 Wo.)AT | CH12 (6 Wo.)CH | — | — | Erstveröffentlichung: 17. Februar 2012 Verkäufe: + 150.000   |
| 2012 | You Got Me P Ivy Quainoo                                            | DE31 (6 Wo.)DE | AT61 (2 Wo.)AT | CH61 (1 Wo.)CH | — | — | Erstveröffentlichung: 8. Juni 2012                           |
| 2012 | Summer Dreaming 2012 P Kelly Rowland feat. Project B.               | DE62 (3 Wo.)DE | AT52 (2 Wo.)AT | — | — | — | Erstveröffentlichung: 6. Juli 2012                           |
| 2013 | Fire P Stefanie Heinzmann                                           | — | — | CH53 (1 Wo.)CH | — | — | Erstveröffentlichung: 31. März 2013                          |
| 2013 | Ja genau A, P Keule                                                 | DE55 (1 Wo.)DE | — | — | — | — | Erstveröffentlichung: 13. September 2013                     |
| 2013 | Hier bin ich wieder A, P Sido                                       | — | AT39 (5 Wo.)AT | — | — | — | Erstveröffentlichung: 1. November 2013                       |
| 2013 | Einer dieser Steine A, P Sido feat. Mark Forster                    | DE4 Platin · (17 Wo.)DE | AT12 (8 Wo.)AT | CH8 (10 Wo.)CH | — | — | Erstveröffentlichung: 15. November 2013 Verkäufe: + 300.000  |
| 2013 | Arbeit A, P Sido feat. Helge Schneider                              | DE33 (3 Wo.)DE | AT63 (1 Wo.)AT | — | — | — | Erstveröffentlichung: 22. November 2013                      |
| 2013 | Liebe A, P Sido                                                     | DE13 Platin · (36 Wo.)DE | AT10 (26 Wo.)AT | CH26 (8 Wo.)CH | — | — | Erstveröffentlichung: 29. November 2013 Verkäufe: + 300.000  |
| 2015 | Astronaut A, P Sido feat. Andreas Bourani                           | DE1 Diamant · (43 Wo.)DE | AT1 (34 Wo.)AT | CH1 Gold · (37 Wo.)CH | — | — | Erstveröffentlichung: 7. August 2015 Verkäufe: + 1.015.000   |
| 2017 | Rooftop P Nico Santos                                               | DE5 ×2Doppelplatin · (32 Wo.)DE | AT2 Platin · (24 Wo.)AT | CH5 ×5Fünffachplatin · (29 Wo.)CH | — | — | Erstveröffentlichung: 29. September 2017 Verkäufe: + 930.000 |
| 2019 | Orbit A Shirin David                                                | DE5 (4 Wo.)DE | AT9 (2 Wo.)AT | CH14 (1 Wo.)CH | — | — | Erstveröffentlichung: 25. Januar 2019                        |
| 2019 | Gib ihm A, P Shirin David                                           | DE1 Gold · (17 Wo.)DE | AT3 Gold · (13 Wo.)AT | CH9 (9 Wo.)CH | — | — | Erstveröffentlichung: 15. Februar 2019 Verkäufe: + 215.000   |
| 2019 | Ice A, P Shirin David                                               | DE8 (5 Wo.)DE | AT8 (3 Wo.)AT | CH28 (2 Wo.)CH | — | — | Erstveröffentlichung: 5. April 2019                          |
| 2019 | Fliegst Du mit A, P Shirin David                                    | DE8 (5 Wo.)DE | AT9 (3 Wo.)AT | CH15 (3 Wo.)CH | — | — | Erstveröffentlichung: 17. Mai 2019                           |
| 2019 | On Off A, P Shirin David mit Maître Gims                            | DE3 (14 Wo.)DE | AT5 (9 Wo.)AT | CH6 (6 Wo.)CH | — | — | Erstveröffentlichung: 28. Juni 2019                          |
| 2019 | Brillis A, P Shirin David                                           | DE4 (8 Wo.)DE | AT14 (4 Wo.)AT | CH15 (2 Wo.)CH | — | — | Erstveröffentlichung: 23. August 2019                        |
| 2019 | Nur mit dir A, P Shirin David mit Xavier Naidoo                     | DE8 (8 Wo.)DE | AT13 (4 Wo.)AT | CH11 (3 Wo.)CH | — | — | Erstveröffentlichung: 20. September 2019                     |
| Folgende Lieder erschienen nicht als Single, wurden aber durch das Album zum Download und Streaming bereitgestellt und konnten somit eine Platzierung erlangen: |                                                                     | | | | | |                                                              |
| |                                                                     | | | | | |                                                              |
| 2013 | Fühl dich frei A, P Sido                                            | DE99 (1 Wo.)DE | — | — | — | — | Charteinstieg: 13. Dezember 2013                             |
| 2015 | Mama war ne Schlampe A Addi Blanco                                  | DE95 (1 Wo.)DE | — | — | — | — | Charteinstieg: 24. April 2015                                |
| 2015 | Zu wahr A, P Sido                                                   | DE92 (1 Wo.)DE | — | — | — | — | Charteinstieg: 11. September 2015                            |
| 2015 | Für ewig A, P Sido                                                  | DE97 (1 Wo.)DE | — | — | — | — | Charteinstieg: 11. September 2015                            |
| 2015 | Gürtel am Arm A, P Sido                                             | DE72 (1 Wo.)DE | — | — | — | — | Charteinstieg: 11. September 2015                            |

### Remixe
- 2005: Fler – NDW 2005 (Paul NZA & Kilian-Remix)
- 2005: Maya Saban – Aus und vorbei (Paul Nza & Kilian Remix)
- 2006: Bass Sultan Hengzt – Berliner Schnauze (Paul Nza & Kilian Remix)
- 2008: Sarah Connor – Under My Skin (Club Remix)
- 2014: Helene Fischer – Marathon (Bahia Remix, Numarek Radio Mix und Pandeitro Do Brazil Remix)

## Auszeichnungen für Musikverkäufe
| Goldene Schallplatte - Australien - 2010: für die Autorenbeteiligung Can’t Be Tamed - Europa (Impala) - 2007: für die Autorenbeteiligung/Produktion NDW 2005 |

Anmerkung: Auszeichnungen in Ländern aus den Charttabellen bzw. Chartboxen sind in ebendiesen zu finden.
| Land/RegionAuszeichnungen für Musikverkäufe (Land/Region, Auszeichnungen, Verkäufe, Quellen) | Gold     | Platin       | Diamant  | Verkäufe  | Quellen           |
| -------------------------------------------------------------------------------------------- | -------- | ------------ | -------- | --------- | ----------------- |
| Australien (ARIA)                                                                            | Gold1    | —            | —        | 35.000    | aria.com.au       |
| Deutschland (BVMI)                                                                           | 2× Gold2 | 8× Platin8   | Diamant1 | 3.950.000 | musikindustrie.de |
| Europa (Impala)                                                                              | Gold1    | —            | —        | 100.000   | Einzelnachweise   |
| Österreich (IFPI)                                                                            | Gold1    | Platin1      | —        | 45.000    | ifpi.at           |
| Schweiz (IFPI)                                                                               | Gold1    | 6× Platin6   | —        | 145.000   | hitparade.ch      |
| Insgesamt                                                                                    | 6× Gold6 | 15× Platin15 | Diamant1 |           |                   |

## Auszeichnungen
- 2016: Musikautorenpreis (GEMA) – Auszeichnung für das erfolgreichste Werk 2015 für das Lied (Song: Astronaut); gemeinsam mit Andreas Bourani, Sido, Sera Finale, Simon Müller-Lerch, Marek Pompetzki und Cecil Remmler.[8]